# تیم ملی هندبال توگو
تیم ملی هندبال توگو، نماینده کشور توگو در مسابقات بین‌المللی هندبال است. 

## قهرمانی هندبال مردان آفریقا
- ۱۹۷۴ - مکان چهارم
- ۱۹۷۶ - مکان چهارم
- ۱۹۷۹ - مکان ششم
- ۱۹۹۴ - مکان هفتم
- ۱۹۹۶ - مکان دهم